# 菅沼元直
菅沼 元直(すがぬま もとなお、生年不明 - 没年不明)は、戦国時代の三河国の武将。長篠菅沼家4代当主。

## 生涯
菅沼俊則の長男として生まれる。母は分かっていない。祖父は長篠城を築いた菅沼元成。弟に菅沼満直がいる。通称左馬允。妻は分かっていないが子に菅沼貞景がいる。

## 系譜
父：菅沼俊則
母：不明
妻：不明
　子：菅沼貞景